# Myricetin
Myricetin ist eine organische Verbindung und ein weitverbreiteter pflanzlicher Naturstoff aus der Gruppe der Flavonoide. Es ist strukturell eng verwandt mit Quercetin und weist diesem gegenüber lediglich eine zusätzliche Hydroxygruppe auf.

## Vorkommen

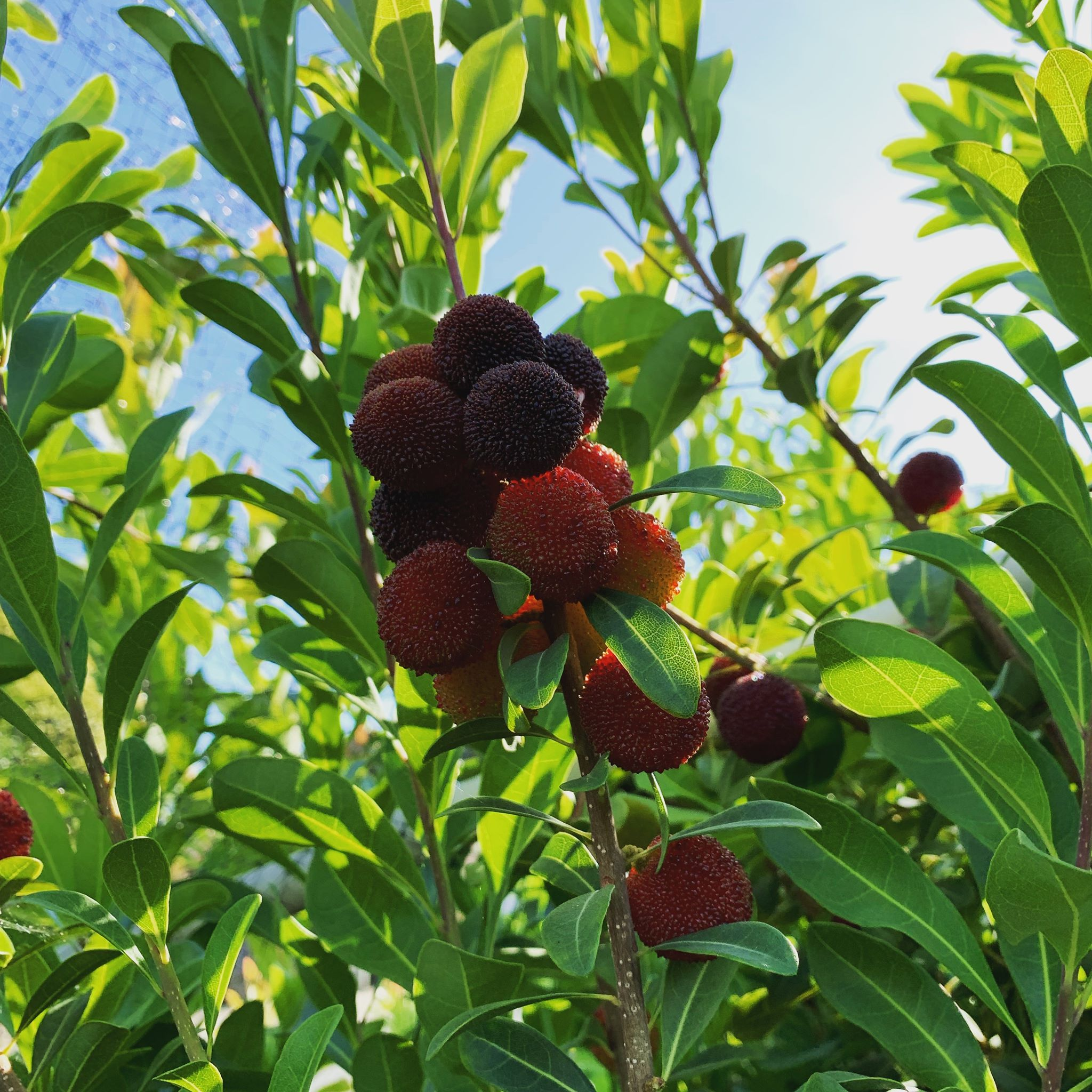
Myrica rubra

Myricetin ist in Pflanzen weitverbreitet und kommt insbesondere in Gemüse sowie Beeren und anderen Früchten vor. Dazu gehören unter anderem Brombeeren und Blaubeeren. Besonders hoch ist der Gehalt in Cranberrys. Pflanzenfamilien, deren Arten oft Myricetin enthalten sind die Gagelstrauchgewächse (Myricaceae), die Knöterichgewächse (Polygonaceae), die Primelgewächse (Primulaceae), die Kieferngewächse (Pinaceae) und die Sumachgewächse (Anacardiaceae). Weiterhin kommt es auch in Weinrebengewächsen (Vitaceae), Hülsenfrüchtlern (Leguminosae), Rosengewächsen (Rosaceae), Heidekrautgewächsen (Ericaceae) und Korbblütlern (Compositae) vor. Es liegt teilweise frei vor, teilweise in Form verschiedener Glycoside, zum Beispiel mit Galactose oder Rhamnose als Zuckerkomponente. Myricetin kommt auch in verarbeiteten pflanzlichen Lebensmitteln wie Tee und Wein vor. Zum ersten Mal isoliert wurde die Verbindung aus Myrica rubra.

## Herstellung
Die Synthese von Myricetin wurde 1925 erstmals mit Methoden versucht, die bei der Herstellung anderer Flavonoide erfolgreich waren, sie war damals jedoch erfolglos. Kurz darauf wurde eine Synthese ausgehend von ω-Methoxyphloroacetophenon, Trimethylgallussäureanhydrid und Natriumtrimethylgallat veröffentlicht. Die Demethylierung des Zwischenprodukts wurde mit Iodwasserstoff und Acetanhydrid durchgeführt. Eine alternative Synthese geht von Tetramethylquercetin aus. Dieses wird zunächst durch Reaktion mit Urotropin in Eisessig formyliert. Durch Oxidation mit Wasserstoffperoxid und anschließende Demethylierung mit Iodwasserstoff und Essigsäureanhydrid wird Myricetin erhalten.

## Eigenschaften
In Wasser ist Myricetin eher schlecht löslich, in einigen organischen Lösungsmitteln jedoch gut, beispielsweise in Tetrahydrofuran, Dimethylacetamid und Aceton sowie in Methanol, Ethanol und Acetonitril.
In diversen Studien in vitro und in vivo zeigte Myricetin biologische Aktivitäten, die auf eine mögliche Wirkung beispielsweise gegen Krebs, Diabetes, Osteoporose und Fettleibigkeit hindeuten. Es wirkt außerdem entzündungshemmend und stark antioxidativ. Auch antibakterielle und antivirale Eigenschaften wurden nachgewiesen.